# Dicranura
Genre
Le genre Dicranura regroupe des lépidoptères (papillons) de nuit de la famille des Notodontidae.

## Liste des espèces
- Dicranura tsvetajevi Schintlmeister et Sviridov, 1986.
- Dicranura ulmi (Denis et Schiffermüller, 1775) — Noctuelle de l'orme.